# Wolfgang Kiéck
Wolfgang Kiéck (*  29. Juli 1946 in Hamburg-Blankenese) ist ein deutscher Politiker und ehemaliger Abgeordneter der Hamburgischen Bürgerschaft für die SPD.

## Leben und Wirken
Nach dem Abitur am Hamburger Wirtschaftsgymnasium am Lämmermarkt 1966 studierte Wolfgang Kiéck Volkswirtschaftslehre an der Universität Hamburg. 1972 ging er als Angestellter zur Hamburger Hochbahn AG und wurde Abteilungsleiter im Bereich Öffentlichkeitsarbeit.
1966 trat Kiéck in die SPD ein, 1972 in die Gewerkschaft ÖTV.  Im März 1974 rückte er als Abgeordneter in die Hamburger Bürgerschaft nach. Artikel 38a der Hamburgischen Verfassung besagt, dass ein Parlamentarier, der zum Senator berufen wird, sein Mandat bis zum Ende seiner Amtszeit ruhen lassen muss. Diese Vorschrift bewirkte, dass Kiéck wegen verschiedener Senatorenwechsel mehrfach mitten in der Wahlperiode in das Parlament ein- und wieder ausrücken müsste. Endgültig schied er mit Ende der Wahlperiode 1986 aus.